# Манусов, Александр Николаевич
Алекса́ндр Никола́евич Ма́нусов (18 октября 1947, Омск, СССР — 28 августа 1990, Ленинград, СССР) — художник, живописец и график, представитель ленинградского нонконформизма.

## Биография
Родился в Омске, куда во время Второй мировой войны была эвакуирована его мать. В 1957 году семья вернулась в Ленинград. С раннего детства увлекался рисованием, занимался в изостудии Дворца пионеров у Соломона Левина. Учился в средней школе № 190 с преподаванием рисунка и живописи, в 1964—66 годах дополнительно посещал вечернюю художественную школу. Поступил в  Ленинградское Высшее художественно-промышленное училище имени В.И. Мухиной на факультет художественного конструирования промышленного оборудования и средств транспорта, окончил его как дизайнер в 1972 году и стал работать художником-оформителем.

К этому времени относится знакомство Манусова с художниками-нонконформистами предыдущего поколения — Александром Арефьевым, Рихардом Васми, Владимиром Шагиным, Игорем Ивановым, Александром Леоновым, личный пример которых оказал большое влияние на выбранный художником жизненный и творческий путь.
"Видимо, я счастливый человек, так как в 1974 году я попал в группу художников, называемых авангардистами, нонконформистами и т.д. Это было одно из самых значительных событий моей жизни. Мне открылся мир художников, да просто людей необыкновенной свободы духа. Они почти все, за исключением немногих, были старше меня, и это они были моими главными учителями" — говорил художник.
Манусов присоединяется к неофициальному художественному движению и принимает участие в выставках в ДК им. Газа в 1974 году и в ДК "Невский" в 1975 году.
В 1976 году входит в члены группы еврейских художников "Алеф", участвует в квартирных выставках.
В 1981 году участвует в Осенней квартирной выставке неофициальных художников на Бронницкой улице, принимает активное участие в создании и деятельности Товарищества Экспериментального Изобразительного Искусства, показывает работы на выставках ТЭИИ в 1982—1989 годах.
Начиная с 1989 года проходят персональные выставки Манусова в США.
Манусов страдал врожденным пороком сердца и в 1983 году перенес операцию, которую провел в Вильнюсе хирург Альгимантас Марцинкявичус, благодаря чему художник смог прожить еще семь лет. Он похоронен на Волковском кладбище.  
Первые мемориальные выставки художника состоялись в 1990 году в Ленинграде в редакции журнала "Аврора" и в лектории Русского музея. Творческим наследием Манусова управляет вдова художника Регина Соловьева (Манусова), написавшая о нем книгу "Синее дерево"

## Творчество

### Ранний период
Ранний период творчества Манусова — с 1974 до середины 1980-х годов. Со студенческих лет он был в равной мере увлечен искусством Павла Филонова и Виктора Борисова-Мусатова. Индивидуальная творческая манера Манусова вырабатывается в соединении двух противоположных подходов в искусстве, характерных для этих художников — аналитического и поэтического, — и отвечает качествам его личности и становится важной проблемой всего последующего творчества. Ярким примером является картина "Семья в саду" (1975). По мнению профессора истории искусств Университета штата Индиана Дженет Кеннеди, "Своей пространственной насыщенностью и сложной органикой ритмов манусовская "Семья в саду" напоминает работы Филонова, созданные им в 1910 — 1920-х годах. Даже торжественность жестов и наклон голов в "Семье в саду" вызывает в памяти работы Филонова. Склоненные головы манусовских персонажей указывают на состояние созерцательности и смирения, но в то же самое время они несут в себе отдаленный отголосок филоновской "органической" пространственной системы, сочетающей прямые линии традиционной точечной перспективы с изогнутым пространством".

В это время Манусов активно воспринимает уроки влиятельных художественных объединений — "Школы Сидлина" и последователей Владимира Стерлигова, стремясь синтезировать их художественные находки в собственном творчестве.
"Желание понять закономерность открытий, сделанных его кумирами — Павлом Филоновым, Полем Сезанном, Робертом Фальком — привело Манусова к важной мысли: истинная "непохожесть" художника опирается на его осознанный выбор и раннее понимание сущности самодостаточного принципа, позволявшего утвердиться в собственном эстетическом мире". — искусствовед Наталья Козырева.
Главным жанром для Манусова стал пейзаж. "Прогулка" — не просто название большого числа работ, но их жанровая характеристика: на картинах несколько фигур в природном окружении погружены в сложную и насыщенную цветовую среду. В основе работ лежит наблюдение, но живописный результат не обусловлен натурой. Стремление к "гармонической связи всего сущего", по выражению художника, определило его особое внимание к музыке — для Манусова были важны Бах, Вивальди, Шёнберг. В дневниковых записях Манусов проводит параллели между своей живописью и музыкой: "Mоя живопись это язык живописной пластики и единой цветовой ткани плоскости, так же как и музыка, воспринимаемая человеком непосредственно".

### Зрелый период
Зрелый период творчества Манусова, продлившийся с середины 1980-х годов до скоропостижной смерти художника подразделяется на три этапа, получивших условные названия по преобладающему в картинах цвету: «Темный» (1986-87), «Синий» (1987-88), «Желтый» (1988-90). Это время отличает необычайная творческая интенсивность — зная о врачебном диагнозе, художник старался работать как можно больше в отпущенное ему время.
Главную тему искусства Манусова можно обозначить как "жизнь цвета". Художник движется в направлении беспредметности и достигает в картинах глубокого пластического и смыслового обобщения. В живописи зрелого периода пластическое различие между этюдом и картиной становится незначительным, картинная плоскость понимается как место живописного события и оценивается художником с этих позиций.

Художник обращался к широко понятым библейским темам в искусстве. Таковы работы, созданные им в последние годы жизни, — "Люди. Исход" (1990), "Переход" (1990), "На берегу" (1990), триптих "Путь" (1987), и другие. Центром многих композиций сделано дерево, разграничивающее и в то же время соединяющее пространство. Пространственное решение определяет линия горизонта и последовательность связанных между собой живописных планов, отличающихся колористической интенсивностью. Эти работы обладают явными чертами экспрессионизма — глубина и объем насыщенного цвета, эмансипированного от изображенных предметов, прямо и непосредственно передает эмоции живописца.
Картины Манусова на сегодняшний взгляд меньше всего причастны к какому-либо нонконформизму. Это медитативные вещи, написанные человеком, для которого самым жизненным и злободневным конфликтом был конфликт красок на xолсте. Сам он говорил: "Может быть драматизм не сюжета, не ситуации, а пятен и линий", — и с упоением этот драматизм исследовал. Писал почти абстрактные пейзажи, деревья, иногда людей, которые на его картинаx присутствуют скорее как знаки, чем как реальные персонажи. Живопись Манусова насквозь символична, большинство его сюжетов — библейские. Например, пастель "Беседа", где беседуют три сxематично набросанныx персонажа, напрямую отсылает к иконе Троицы — от слишком явныx иконописныx аллюзий ее спасает бьющая в глаза радуга цвета. Цвет вообще главный герой живописи Манусова, xудожник купается в цвете, наслаждается его густыми мазками, как в триптиxе "Река", или стравливает конфликтующие тона между собой, закручивает иx ослепительным смерчем, как в "Переxоде", написанном незадолго до смерти xудожника в 1990 году.

## Художник о себе и своем творчестве
Мой путь к собственному, только моему, был очень длителен, да и сейчас этот путь продолжается. Я всегда в дороге. А вообще это был путь познания природы в связи с творчеством мастеров мировой культуры. И это не только художники, но и музыканты, и литераторы. Я стремлюсь к гармонии. К гармонической связи всего сущего. Живопись - это мой способ познания мира. Картины мои - это способ моего существования, моя жизнь.
За окном с редкими всплесками проходящих трамваев густая фиолетовая ночь. Желтое, сдавленное темными и светлыми красными, синими, зелеными — холст. Три холста. Мастихин и кисть в тряпке на красках. Яркий свет и треск в приемнике. Голова гудит, в руках дымящаяся сигарета. Все. Хватит, больше нельзя трогать. Теперь вымыть кисти и спать. Завтра урок.

## Избранные выставки
- 1974 Дворец культуры имени И.И. Газа, Ленинград

- 1975 Дворец культуры "Невский", Ленинград

- 1976 Выставка на квартире Евгения Абезгауза, Ленинград

- 1976 Группа "Алеф", США (Лос-Анжелес, Сан-Франциско, Чикаго, Нью-Орлеан, Детройт) и Канада (Монреаль)

- 1978 Музей современного искусства, Ереван, Армения

- 1982 Литературный музей-квартира Ф.М. Достоевского, Ленинград

- 1985 "Живопись, графика, коллаж". Выставочный зал объединенной дирекции музеев Ленинградской области, Ленинград

- 1987 "Живопись, графика, коллаж". Выставочный зал объединенной дирекции музеев Ленинградской области, Ленинград

- 1987 Объединение "Вернисаж", Дворец культуры имени Свердлова, Ленинград

- 1989 "Creativity under Duress". Louisville, Kentucky, USA

- 1990 In memoriam. Редакция журнала «Аврора», Ленинград

- 1991 Центр искусств имени С.П. Дягилева, Санкт-Петербург

- 1997 Alexander Manusov solo show, Neuhoff gallery, New York

- 2005 Alexander Manusov "The Tree of Life", Rider University, New Jersey, USA

- 2009 Александр Манусов. Государственный Русский Музей, Санкт-Петербург

- 2010 Александр Манусов. Живопись. Графика. Государственный музей истории Санкт-Петербурга, Санкт-Петербург

- 2014 Александр Манусов. Графика. Музей “Царскосельская коллекция”, Царское Село (город Пушкин)

- 2023 Александр Манусов. Графика. Музей “Царскосельская коллекция”, Царское Село (город Пушкин)

## Музейные собрания
Государственный Русский Музей, Санкт-Петербург
Государственный музей истории Санкт-Петербурга, Санкт-Петербург
Музей искусства Санкт-Петербурга XX-XXI веков, Санкт-Петербург
Государственный музей "Царскосельская коллекция", Царское Село (город Пушкин)
Коллекция Нортона Доджа, Художественный музей Джейн Ворхиз Зиммерли, Нью-Джерси